# 光萼大沙叶
光萼大沙叶（学名：Pavetta arenosa f. glabrituba）为茜草科大沙叶属大沙叶下的一个变型。

## 扩展阅读
- 維基物種上的相關：光萼大沙叶